# Euphorbia cedrorum
Euphorbia cedrorum es una especie fanerógama perteneciente a la familia Euphorbiaceae. 

## Hábitat y distribución
En endémica de Madagascar donde se encuentra en la Provincia de Toliara. Su hábitat natural es tropical o subtropical seco en zonas de arbustos. Esta tratada en peligro de extinción por perdida de especies.
Esta especie, descrita en 1993 de una planta cultivada sólo se encontró recientemente en la naturaleza en un solo lugar cerca de la carretera principal de Antananarivo a Tulear. Se dice que se producen más al sur, pero no hay pruebas para apoyar esto. Esta especie crece en un hábitat en peligro de extinción, propensos a la inmediata  tala para la producción de carbón (T. Haevermans obs pers.) Y, por tanto, evaluado VU D2. Si no se toman las medidas de conservación y  ninguna otra subpoblación se confirma, esta especie se califica para una especie en Peligro Crítico o aún Extinto en Estado Silvestre.

## Descripción
Es una planta suculenta con forma de candelabro.

## Taxonomía
Euphorbia cedrorum fue descrita por Rauh & Hebding y publicado en Succulentes (France) 1993(4): 5. 1993.
Etimología
Euphorbia: nombre genérico que deriva del médico griego del rey Juba II de Mauritania (52 a 50 a. C. - 23), Euphorbus, en su honor – o en alusión a su gran vientre –  ya que usaba médicamente Euphorbia resinifera. En 1753 Carlos Linneo asignó el nombre a todo el género.
cedrorum: epíteto latino que significa "del cedro".